# Carl Kullgren
Carl Fredrik Kullgren, född 20 september 1873 i Uddevalla, död 12 augusti 1955 i Stockholm, var en svensk kemist, verksam vid Kungliga Tekniska högskolan (KTH). Han var kusin till Thyra Kullgren
Kullgren blev student vid Uppsala universitet 1892 och disputerade 1904 vid Stockholms högskola, och var verksam som docent, där från samma år. Åren 1898–1918 var han lärare vid Artilleri- och ingenjörhögskolan. Han var professor i kemiteknik vid KTH 1915–1938 samt invaldes i Ingenjörsvetenskapsakademien 1919 och i Lantbruksakademien 1930.
Kullgren var anlitad som sakkunnig vid en mängd offentliga uppdrag. Han var bland annat sakkunnig hos Kommerskollegium (1916), ledamot av Folkhushållningskommissionen (1917), av Fodermedelskommissionen (samma år), sakkunnig hos Kontrollstyrelsen (från 1918) samt hos Tull- och traktatkommittén (från 1919).  Kullgrens främsta vetenskapliga arbeten rörde explosiva ämnen och cellulosatillverkning. Bland hans vetenskapliga skrifter märks Om metallsalters hydrolys och Om nitrocellulosans stabilisering och stabilitet.
Carl Kullgren var son till grosshandlare Ivar Kullgren och Therese Kihlberg. Han var gift med Anna Bergman (1868–1945). Makarna är begravda på Norra kyrkogården i Uddevalla.